# Unravelling
Singles de Muse
Ghosts (How Can I Move On)
(2022) -
(-)
Unravelling est le premier single issu du dixième album de Muse à paraître en 2026. Le morceau sort le 20 juin 2025, jour de la première participation au groupe au festival de metal du Hellfest,. Il est également le 50e single de la discographie du groupe depuis 1999.

## Histoire de la chanson
Les premiers extraits de la chanson sont dévoilés entre les 10 et 13 juin 2025 sur les comptes officiels du groupe sur les réseaux sociaux.
Elle est interprétée sur scène pour la première fois lors du concert inaugural de la tournée européenne 2025 du groupe à la Maison de la culture (Kulttuuritalo) d'Helsinki en Finlande, le jeudi 12 juin 2025, puis quelques jours plus tard au Hellfest festival, en France.

## Analyse
Le morceau est écrit et composé par Dan Lancester et Matthew Bellamy. Il est mixé par Rhys May et produit par Muse, Dan Lancaster et Aleks von Korff.

### Artwork
La pochette du single est un dessin dans le style manga de l'artiste brésilien Bruno Ferreira. Il s'agit d'une version d'une illustration de 2024 retravaillée pour le morceau. 
Elle représente une femme avec les cheveux rouge attachés se frappant la tête contre un miroir dans des toilettes publiques. Elle porte un bomber portant l'inscription japonaise «ほうかい» (Hōkai) qui se traduit en Français par «Effondrement» sur la manche. Son reflet est une silhouette rouge.

### Thématique et sonorités
Il s'agit d'un morceau aux sonorités électro et metal. L'intro est jouée au synthétiseur. 

## Vidéo
La vidéo des paroles est publiée le 20 juin 2025. Le clip officiel n'a pas encore été publié à ce jour. 